# Satz von Gleason-Kahane-Żelazko
Der Satz von Gleason-Kahane-Żelazko, benannt nach Andrew Gleason, Jean-Pierre Kahane und Wiesław Żelazko, ist ein Satz aus dem mathematischen Teilgebiet der Funktionalanalysis. Der Satz charakterisiert die multiplikativen linearen Funktionale auf einer {\displaystyle \mathbb {C} }-Banachalgebra.

## Formulierung des Satzes
Seien {\displaystyle A} eine {\displaystyle \mathbb {C} }-Banachalgebra mit Einselement {\displaystyle e} und {\displaystyle \varphi \colon A\rightarrow \mathbb {C} } ein lineares Funktional. Dann sind folgende Aussagen äquivalent:
1. {\displaystyle \varphi \not =0}, und {\displaystyle \varphi } ist multiplikativ, das heißt, {\displaystyle \varphi (ab)=\varphi (a)\varphi (b)} für alle {\displaystyle a,b\in A}.
2. {\displaystyle \varphi (e)=1}, und {\displaystyle \operatorname {ker} (\varphi )} besteht nur aus nicht-invertierbaren Elementen.
3. {\displaystyle \varphi (a)\in \sigma (a)} für alle {\displaystyle a\in A}, das heißt, für jedes {\displaystyle a\in A} liegt {\displaystyle \varphi (a)} im Spektrum von {\displaystyle a}

## Bemerkungen
- Die Schlüsse {\displaystyle (1)\Rightarrow (2)\Rightarrow (3)} sind sehr einfach. Die nicht-triviale Aussage des Satzes steckt im Schluss {\displaystyle (3)\Rightarrow (1)}.
- Für reelle Banachalgebren ist der Satz im Allgemeinen falsch. Ist {\displaystyle C_{\mathbb {R} }([0,1])} die Banachalgebra der stetigen Funktionen {\displaystyle [0,1]\rightarrow \mathbb {R} } und ist {\displaystyle \varphi \colon C_{\mathbb {R} }([0,1])\rightarrow \mathbb {R} } definiert durch {\displaystyle \varphi (f):=\int _{0}^{1}f(t)\,\mathrm {d} t}, so ist {\displaystyle \varphi } ein stetiges lineares Funktional. Zu jedem {\displaystyle f\in C_{\mathbb {R} }([0,1])} gibt es nach dem Mittelwertsatz der Integralrechnung ein {\displaystyle t_{0}\in [0,1]} mit {\displaystyle \varphi (f)=\int _{0}^{1}f(t)\,\mathrm {d} t=f(t_{0})}, und {\displaystyle f(t_{0})} liegt im Spektrum von {\displaystyle f}, denn {\displaystyle f-f(t_{0})\cdot 1} hat eine Nullstelle, nämlich {\displaystyle t_{0}}, und ist daher nicht invertierbar. Daher erfüllt {\displaystyle \varphi } den dritten Punkt obigen Satzes, nicht aber den ersten, denn das Integrieren ist bekanntlich nicht multiplikativ.